# Geografia Azorów

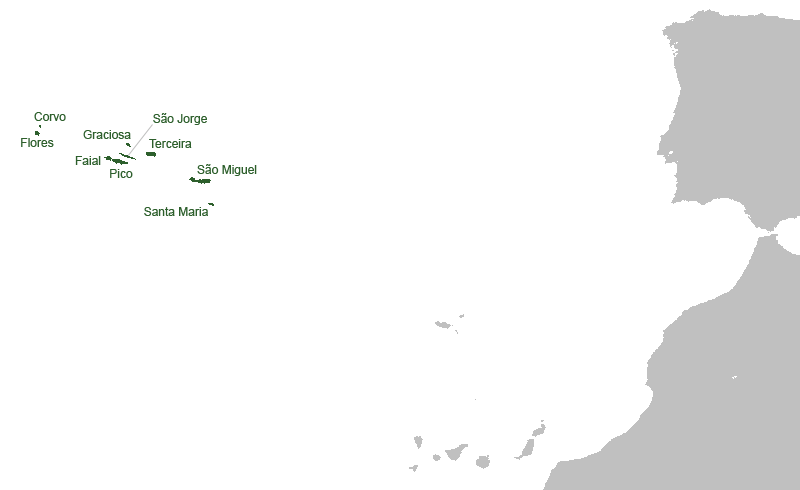
Położenie archipelagu względem Europy i Afryki

Azory są archipelagiem leżącym w środkowej części Oceanu Atlantyckiego. Azory są regionem autonomicznym Portugalii i składają się z dziewięciu wulkanicznych wysp charakteryzujących się dosyć łagodnym podzwrotnikowym klimatem.

## Powierzchnia i położenie archipelagu
Powierzchnia wynosi 2346 km². Wyspy leżą w środkowej części Atlantyku, pomiędzy 39°43′N i 36°55′N, oraz 31°15′W i 25°W. Archipelag rozciąga się na długości ponad 600 km w kierunkach północny zachód – południowy wschód. Azory leżą około 1400 km na zachód od Półwyspu Iberyjskiego i około 3000 km od wybrzeży Ameryki Północnej.

## Ukształtowanie poziome
Azory składają się z trzech grup wysp: zachodniej – Corvo i Flores, środkowej – São Jorge, Pico, Faial, Graciosa i Terceira, oraz najdalej na wschód – Sao Miguel i Santa Maria. Wszystkie wyspy mają stosunkowo słabo rozwiniętą linię brzegową, gdzie wybrzeże jest przeważnie skaliste i surowe. Miejscami ciągną się plaże, dotyczy to głównie terenów miejskich, zagospodarowanych turystycznie.

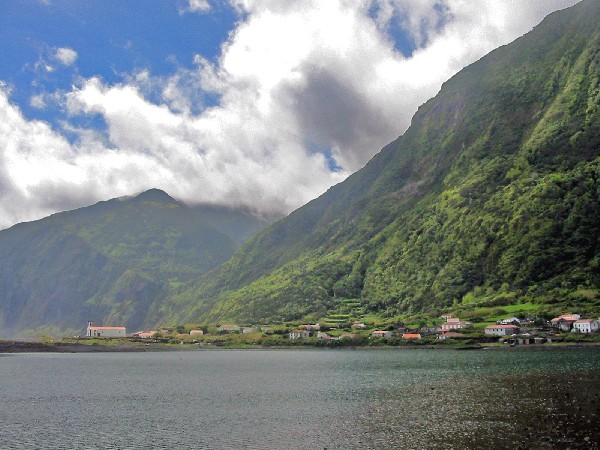
Górzysty krajobraz wysp

## Budowa geologiczna i rzeźba
Azory stanowią kulminację Grzbietu Północnoatlantyckiego i są pochodzenia wulkanicznego. Archipelag powstał w trzeciorzędzie wskutek serii wstrząsów tektonicznych. Azory leżą w regionie skrzyżowania się trzech płyt tektonicznych: euroazjatyckiej, afrykańskiej i północnoamerykańskiej. Ten sam uskok, znajdujący się na dnie Oceanu Atlantyckiego, był również przyczyną trzęsienia ziemi w 1755 roku, które spustoszyło Lizbonę. Rzeźba wysp i linia brzegowa ukształtowały się wyniku działalności wulkanicznej. Ostatnia erupcja wulkaniczna miała miejsce w 1957 roku, kiedy wybuch Vulcão dos Capelinhos powiększył powierzchnię wyspy Faial o około 1,5 km². Wyspy zbudowane są ze skał wulkanicznych do których należą: bazalty, andezyty, trachity i tufy.
Wyspy są wyżynno-górzyste i znajduje się wiele wulkanów; jeden z nich, Pico jest jednocześnie najwyższym wzniesieniem Azorów (2351 m n.p.m.). Obszary górzyste w wielu miejscach sięgają wybrzeże, gdzie nabrzeżnych nizin jest niewiele. Średnie wysokości przekraczają 500 m n.p.m. Jedynie wyspa Graciosa jest nizinna, a jej najwyższe wzniesienie ma 402 m n.p.m. W wielu miejscach azorskich wysp zachowały się świeże formy rzeźby wulkanicznej m.in. nadbrzeżne pola lawowe.

## Klimat
Azory leżą w strefie klimatu podzwrotnikowego morskiego, który także cechuje się przejściowym charakterem. Klimat wysp kształtuje Wyż Azorski.
Rozkład rocznych temperatur sprawia, że klimat jest łagodny. Średnie wartości zimowe wynoszą 17–19 °C i nie spadają poniżej 10 °C. Latem jest ciepło, gdzie średnie wartości wynoszą 23–24 °C Temperatura rzadko przekracza wartość 23 °C. Na Azorach nie występują upały, nie ma też mrozu (z wyjątkiem terenów wysokogórskich, gdzie zdarzają się ujemne temperatury). Warto jednak zwrócić uwagę na rzeźbę terenu. W regionach wysokogórskich (jak szczyt Pico) występuje piętrowość klimatyczna. Powyżej 1500 m n.p.m. występuje piętro umiarkowane.
Opady są wysokie i wynoszą od 700 do 1600 mm. Najwyższe wartości opadowe występują na wulkanie Pico. Od maja do sierpnia trwa okres ze zmniejszonymi opadami, a większe opady występują w półroczu zimowym. Dość wysokie opady i bardzo intensywne wiatry, wiejące na Azorach nieprzerwanie od lutego do listopada, sprawiają, że pogoda jest bardzo nieprzewidywalna. Z powodu częstych mgieł lotniska nie obsługują pasażerów przez wiele dni w roku, a mieszkańcy żartują, że burza, która zostanie zapowiedziana w prognozie pogody na następny dzień, nadchodzi nad Azory najczęściej po tygodniu.

## Wody
Występuje sieć krótkich rzek o górskim charakterze, z licznymi wodospadami i progami, jeziora kalderowe, a także źródła wód geotermalnych i gejzery.

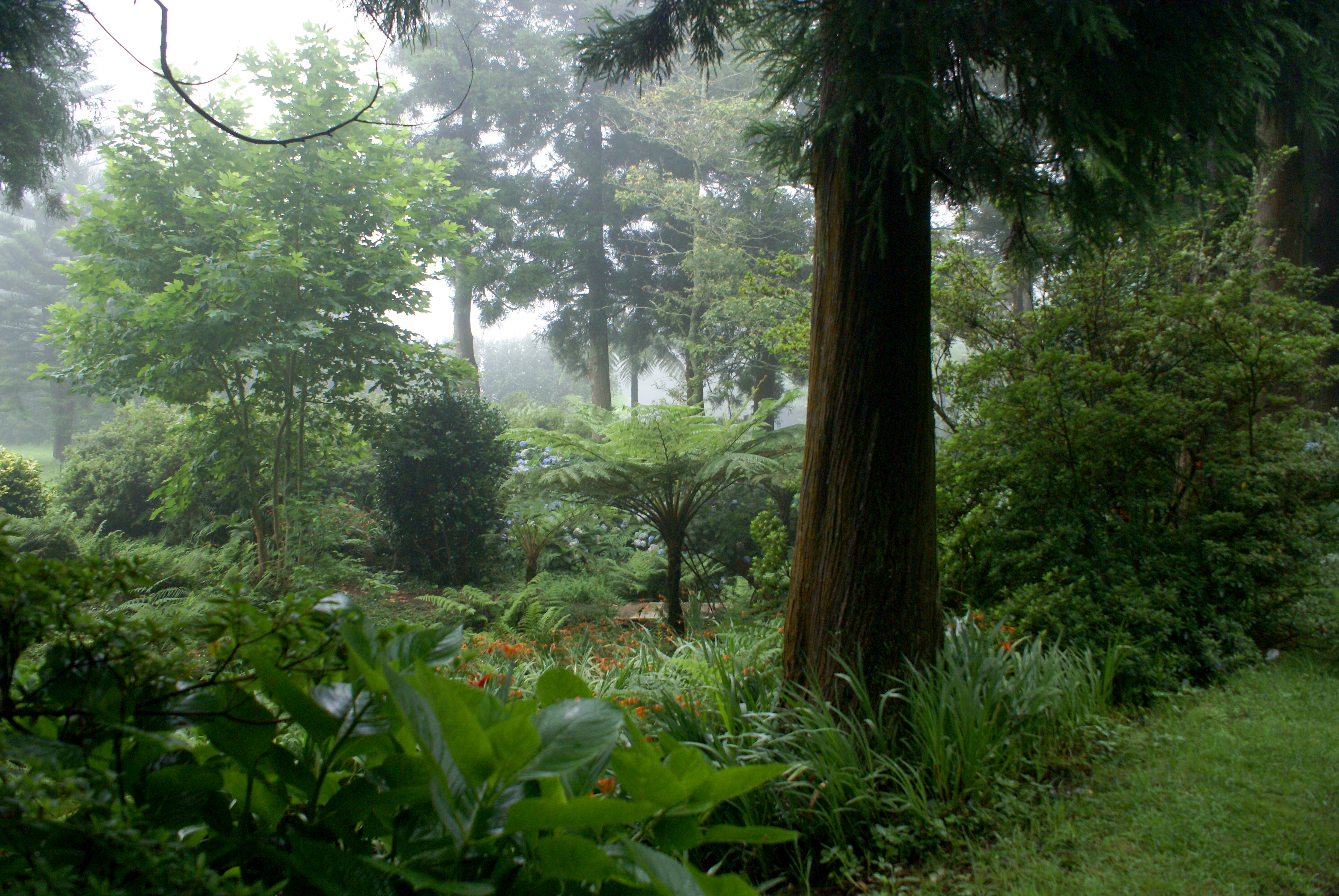
Roślinność azorska

## Flora i fauna
Dzięki żyznej, wulkanicznej glebie i łagodnemu klimatowi szata roślinna wysp jest wyjątkowo bogata. Większość z rosnących na Azorach roślin sprowadzili jednak osadnicy. Naturalną formację roślinną stanowią lasy laurowe i roślinność twardolistna, głównie makia. Znaczne połacie lasów laurowych zostało wyciętych w ciągu ostatnich 600 lat ze względu na drewno, które posłużyło do budowy statków, a także pod tereny rolnicze. Poza lasami laurowymi rosną także sosny karłowate.
Azory cechują się występowaniem endemicznych gatunków ptaków i nietoperzy. Oddalenie wysp od kontynentu sprawiło, że brak w zasadzie dużych ssaków lądowych, bogaty jest zaś świat zwierząt morskich, do których należą m.in. żółwie morskie i manty.